# 8-й военный округ (вермахт)
8-й военный округ (нем. Wehrkreis VIII) — единица военно-административного деления Вооруженных сил Германии во времена нацистской Германии. Создан в 1935 году (выделен из 3-го военного округа) и просуществовал до 1945 года. Военный округ обеспечивал военную безопасность на территории провинции Силезия и, с 1938 года, административного округа Ауссиг (нем. Regierungsbezirk Aussig) (Рейхсгау Судетенланд), а также набор и подготовку частей вермахта в этих районах. Штаб-квартира военного округа находилась в Бреслау. Командованию военного округа подчинялись 3 инспекции комплектования (нем. Wehrersatzbezirk), расположенные в Бреслау, Лигнице и Каттовице.

## Командование

### Командующие
- генерал кавалерии Эвальд фон Клейст (нем. Ewald von Kleist) (1935—1938)
- генерал инфантерии Эрнст Буш (нем. Ernst Busch) (1938—1939)
- генерал инфантерии Ганс Хальм (нем. Hans Halm) (1939—1942)
- генерал кавалерии Рудольф Кох-Эрпах (нем. Rudolf Koch-Erpach) (1942—1945)